# トロイの木馬 (テレビ番組)
『トロイの木馬』（トロイのもくば）は、1998年11月1日から1999年9月19日までフジテレビ系列局で毎週日曜 19:30 - 19:58 (JST) に放送されたフジテレビ製作のバラエティ番組。三菱電機の一社提供番組で、正式なタイトルは『三菱電機チャレンジワールド トロイの木馬』。
番組コンセプトは「『できる』喜びや感動を徹底的に追及するドキュメンタリーバラエティ」。
チャレンジをテーマとする番組ゆえに、かつてNHK教育テレビで放送されていた『できるかな』の主題歌のアレンジをテーマ曲に用いていた。

## 出演

### 司会
- ユースケ・サンタマリア
- 千秋

2人はスタジオでVTRを紹介する案内役で、下記の各企画はそれぞれ他の出演者によって行なわれるスタイル。「返済レストラン」など司会の2人が挑む企画もあった。

### ナレーション
- バッキー木場
- 牧原俊幸（当時フジテレビアナウンサー）

## 主なコーナー

### マンガ電車
マンガ家2人が枕崎・根室から東京音羽の講談社を目指し旅を続ける。講談社までにかかる旅費・食費などは全て自らイラストを描いて売ったお金から賄わなければならない。売価は1枚100円。先に講談社に到着したマンガ家は、賞としてコミック誌にてマンガが掲載（「連載」ではない）できる権利が与えられた。なおこの時に優勝したのはキヨリン（枕崎スタート）で、キヨリンより30分遅れて到着したのがサダタロー（根室スタート）である。その後コミックボンボン1999年11月号に「たたかえ！ミノルくん！」が掲載されたものの、掲載誌やページ数(4ページ)の都合、編集者からのアドバイスにより番組内における作風とは異なり下ネタギャグを中心とした内容であったため不評であった。逆にこの際1ページのみ掲載されたサダタローの「ハダカ侍」は好評であったため翌12月号から連載された。

### 流氷ダービー
サハリン（樺太）と北海道の間にある流氷の上にサトちゃん・ホッシー君などの8体のマスコットキャラクターを乗せてどれが先に北海道までたどり着くかを競う企画。流氷に乗せるマスコットキャラクターは投票で決まった。開始直後に5体が行方不明となったのち、ゴール寸前には残りの3体も行方不明になり、全キャラクターの行方を見失った結果レース無効扱いとなった。視聴者がはがき投票で1着になるキャラクターを予想し、正解者にサハリン2泊3日の旅をプレゼントする予定だったが、結局投票されたすべてのはがきからの（残りの3体を予想した人だけの可能性あり）抽選となった。

### 佐藤VS鈴木
初期のメイン企画。正式なコーナー名は、「佐藤VS鈴木 日本縦断無銭サイクリングレース」。全国でも多い佐藤姓・鈴木姓のそれぞれの代表として選ばれた一介の大学生（佐藤姓からは東京大学在籍の学生、鈴木姓からは早稲田大学在籍の学生）が、北海道 宗谷岬（北海道の最北端）から自転車で出発し、どちらが早く沖縄 喜屋武岬（沖縄本島のほぼ最南端）に着くかを競う。佐藤が青のヘルメットを着用し主に日本海側、鈴木が赤のヘルメットを着用し主に太平洋側のコースを自転車で走った。スタート時に2人に与えられたのはそれぞれ同姓の人から購入した自転車と最低限の衣類のみで、金銭は1円も持っておらず新たに受け取ることも禁止。道中の食事や宿泊場所などはそれぞれ同姓の人々しか頼りにできないルールで、民宿は勿論北海道から本州、九州から沖縄へ移動する際のフェリーも同姓の人に同乗してもらう必要があった。結果鈴木が現地の「鈴木さん」とともにゴールテープを切ったが、その30分前に一足先にゴールしていた佐藤が花束を持って現れたことで勝敗が逆転した。勝った佐藤はフェリーで東京へ帰り、負けた鈴木は「丁半だけで東京に帰れるか」（丁半や黒ひげ危機一発で勝負し、勝ったらその人に宿泊などを頼ることができる）という罰ゲーム企画で、自転車で東京まで帰った。どちらが先に東京へ帰れるか競ったところ、鈴木が先に東京へ到着した。
鈴木は何日も食事を摂れないと「ご飯、食べたい」と言って野宿をして号泣することが多く、それがこのコーナーの名物となっていた。
鈴木が和歌山県御坊市の公園で寝ている隙に、自転車のサドルを盗まれる事件が発生した。鈴木は「サドル、無いよ」と涙を流した。
佐藤はこの番組出演で東京大学修士課程の論文提出に影響があり、修士を取得出来なかった。
入社が決まっていた日本オラクル社はそれでも良いという事で佐藤は留年せず退学しそのまま入社した。
その後鈴木は、全国の鈴木が集まる会に招待され厚遇された。

### アメリカ大陸縦断早押しウルトラクイズ
「ジャイアントパンダの尻尾の色は黒か白か?」という問題に対し、アメリカ合衆国・アラスカのスタート地点からマゼラン海峡にある早押し台まで、ヒッチハイク及び飛行機以外の手段を使い、先にたどり着いて正解した方が優勝というクイズ企画。参加したのは「ジェット☆キッズ」（浅見達也、竹内康晃）と「安田と竹内」（安田裕己、竹内宣和）の2組の若手お笑いコンビ。到着した両組の内どちらか一方が正解すればその組が勝利となるが、両コンビとも答えが間違っていたら共にもう一度アラスカからやり直しというルールであった。先に到着したのはジェット☆キッズだったが不正解、遅れて到着した安田と竹内が正解し、幸いアラスカからやり直すことはなかった。「安田と竹内」が主に西海岸側、「ジェット☆キッズ」が主に東海岸側のコースを通った。
「安田と竹内」の安田は後の「安田大サーカス」の団長安田であり、竹内は「タケウチパンダ」に改名してピン芸人に転向している。「ジェット☆キッズ」の竹内は後にお笑いコンビ「ハロ」の一員となったが2009年に解散している。

### 返済レストラン
1998年の年末ジャンボ宝くじで「1等3億円見られるか?」という企画を開催。その購入資金を視聴者から募り、集まった金額は約800万円にのぼった。しかし、当選後の結果は200万円弱と購入資金にすら遠く及ばず、600万の道義的借金を作ってしまった。その補填をするため司会のユースケ・千秋の2人が借金返済のためレストランを開設する企画に挑み、その料理を腕を磨くため平野寿将に弟子入り。無事600万の売上を達成した。なお、宝くじ当選金及びレストラン売上金は全て寄付されている。

### 万光くんの愛の観覧車
生来一度も女性と付き合ったことがない青年「万光くん」が相模湖ピクニックランドの観覧車に乗り、その中でお見合いをするという企画。トイレを除き、彼女ができるまで観覧車のゴンドラ内で生活する。お見合いをする女性は観覧車が1周するまでしか乗れない（のちに万光くんの意向により2周に変更）。ある女性が頻繁に来るようになったころ、出張観覧車として熊本で観覧車生活をしたときお見合いに来た別の女性が現れたが、結局前の女性を見事彼女としてゲットした。なお、彼女ができるまで本人の意向により万光くんの顔はモザイク処理されており、表情はアニメ風の画像編集で表された。

### アリtoキリギリス ワラビーと同棲
お笑いコンビのアリtoキリギリスが、飼育することが難しいとされるワラビーを飼う企画。

### テディベア 世界一周できるかな
テディベア「ターボ君」を海外旅行に行く人に託し、人から人への手渡しで世界一周するという企画。ターボ君の追跡はつぶやきシローが行った。ターボ君は東京からスタートして、バンコク、ヨハネスブルグ、再びバンコクと旅行したのち、チューリッヒに辿り着くが、そこで孤児院にいる子どもたちにプレゼントされた。番組側はターボ君を取り上げることはせず、「ターボ君チューリッヒに永住」として企画を終了した。
その他「祭りをいくつ体験できるか」など。各コーナーの片鱗が当時の番組紹介サイトにて見られる。

## スタッフ
- プロデューサー : 清水宏泰
- ディレクター : 神原孝ほか
- 制作 : フジテレビ第2制作部（現バラエティ制作センター）

## エピソード
- 放送当時、企画コンセプトを巡ってフジテレビと日本テレビが争った。やらせ問題でフジテレビ系『愛する二人別れる二人』が打ち切りとなると、日本テレビ系『進ぬ!電波少年』が企画「電波少年的愛する二人別れる二人（やらせなし）」としてパロディにした（実際にはタイトルだけ）。これに対しフジテレビが抗議すると、『電波少年』は「電波少年的トロイの木馬」[2]というパロディで「反撃」に出た[3]。
- 初期のゲストはSPEED（第1回）やKEIKO（globe）やT.M.Revolution等の歌手が多かった。その為、番宣では最後に、ゲスト「これって歌番組…?」、司会者「違います！」とやり取りしていた｡（字幕で「トロイの木馬は歌番組ではありません。」と表示されていた。）[4]